# Pavesi P4
Der Pavesi P4 war ein italienischer Radschlepper, der von Ugo Pavesi entworfen und von der italienischen Armee als Artillerieschlepper eingesetzt wurde. Das Fahrzeug ist eines der frühen Traktormodelle mit Allradantrieb.

## Geschichte
Ugo Pavesi entwarf 1918 das Grundmodell des Pavesi P4 als landwirtschaftlichen Traktor und entwickelte ein Fahrzeug, das fortschrittlich mit einem Allradantrieb ausgestattet wurde. Es war nicht nur der erste italienische Traktor mit Allradantrieb, sondern auch einer der ersten weltweit. Außerdem hatte der P4 große Räder an beiden Achsen und doppelte Gelenkrahmen. Durch diese neue Konstruktion gewann der P4 mehrere Preise bei Wettbewerben wie 1920 in Lendinara, 1921 in Manta und 1929 in Mailand. Besonders zeichnete sich der P4 durch eine hohe Mobilität aus, was in Verona unter Beweis gestellt wurde. Hierbei durchfuhr der P4 ohne Schwierigkeiten 1931 den feuchten Sand an den Auen der Etsch. Aufgrund des hohen Preises konnte sich der Traktor jedoch bei kleineren und mittleren Landwirtschaften nicht durchsetzen.
Ugo Pavesi ließ zahlreiche seiner Erfindungen in verschiedenen Ländern patentieren. Die Grundkonstruktion des Pavesi P4 ist unter anderem in der österreichischen Patentschrift Nr. 90832 erkennbar.
In der Modellgeschichte der Fahrzeuge von Pavesi hat der P4 (die Vier steht für den Allradantrieb) einen besonderen Rang:
- Pavesi P4 (Schlepper, Allradantrieb 1918)
  - Modelo 26
  - Modelo 30
  - Modelo 30A
- Pavesi 35 PS (Panzerfahrzeug 1920)

## Produktion

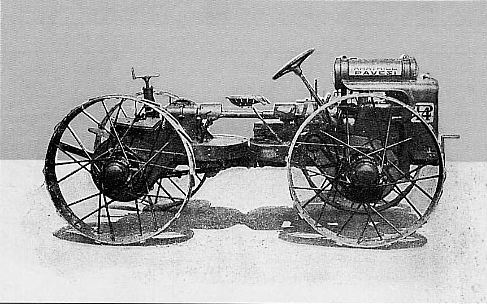
Rohchassis des Pavesi P4, unter Mitwirkung von Giolio Tolotti hergestellt

Anfangs hatten die Fahrzeuge Zweizylinder-Boxermotoren. Nach der Übernahme des Unternehmens durch Fiat Anfang der 1920er-Jahre wurden Vierzylindermotoren eingebaut. Die Herstellung der Traktoren war durch die neue Form und die verschiedensten neuen Entwicklungen mit Allradantrieb kompliziert, aufwendig und teuer. 1929 kostete ein Pavesi P4 45.000 Italienische Lira, während ein normaler Traktor von Landini lediglich 27.000 Lira kostete. Von 1918 bis 1942 blieb der Pavesi P4 in drei Varianten in der Produktion. Auch in Großbritannien, Frankreich, Österreich und Ungarn wurden die Fahrzeuge von Pavesi in Lizenz hergestellt.

## Technik

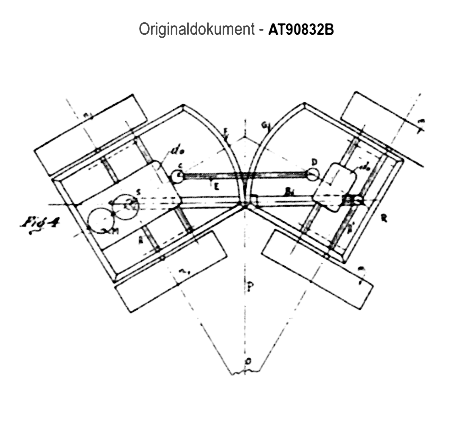
Zeichnung aus Patent-Nr. AT90832 zum Fahrzeugchassis mit Drehpunkten beider Drehschemel und Transmissionswelle.

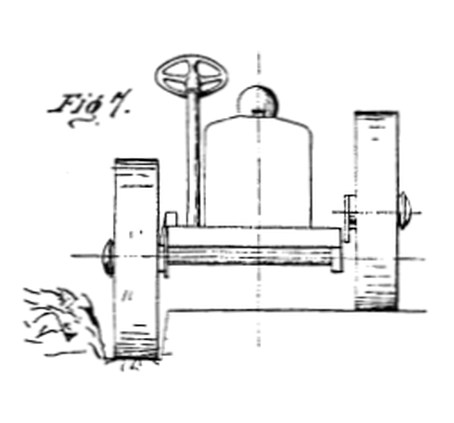
Zeichnung aus Patent-Nr. CH93461 zum Fahrzeugchassis mit Achshöhenverstellung der Vorderachse.

Das Chassis des Pavesi P4 bestand aus zwei separaten Rahmen, dem vorderen und dem hinteren. Beide waren durch einen einzelnen Holm verbunden. Dadurch konnten sich die beiden Rahmen in der Querebene zueinander drehen und alle vier Räder hatten immer bestmöglichen Bodenkontakt. Im vorderen Rahmen waren der Motor, das Getriebe und das erste Differential eingebaut. Die beiden Differentiale hatten seitlich zwei Halbwellen, deren Bewegung vom Rad über eine Ölbadkette durch ein Kurbelgehäuse aus Blech geleitet wurde. Gefedert wurde das Fahrzeug mit Spiralfedern, da sie deutlich leichter waren als Blattfedern. Angetrieben wurde der P4 von einem Zweizylinder-Benzinmotor mit gegenläufigen Kolben. Der Motor hatte 4520 cm³ Hubraum und lieferte 25 PS. Dennoch erreichte das Fahrzeug bei einem Gewicht von 2,5 t nur eine Höchstgeschwindigkeit von 7,8 km/h. Das Fahrzeug hatte zwei Vorwärtsgänge und zwei Rückwärtsgänge.
Die großen Speichenräder aus Metall hatten einen Durchmesser von 1,20 m und eine Breite von 25 cm. Dadurch hatte das Fahrzeug eine große Bodenfreiheit und Bodenhaftung, eine Steigung von bis zu 75 % war für den Pavesi P4 kein Hindernis. Neben den Speichenrädern gab es auch solche mit Vollgummiringen. Später hatten die Räder zusätzlich zehn Metalllamellen, um die Geländegängigkeit zu erhöhen. Bei der Fahrt auf der Straße wurden die Lamellen eingeklappt und bei der Fahrt auf schlammigem oder losem Untergrund wieder aufgeklappt.
Da der Pavesi P4 als landwirtschaftlicher Traktor entwickelt war, gab es auch einen Nebenantrieb für Zusatzgeräte. Der P4 eignete sich hervorragend zum Pflügen und Ausheben von Gräben bis zu 50 cm Tiefe. Er konnte pro Tag, bei einer Grabtiefe von 15–20 cm, vier bis fünf Hektar Ackerland bearbeiten. Sollte das Fahrzeug mal einseitig durch eine Furche fahren müssen, konnten die Räder einseitig gehoben oder gesenkt werden, um das Fahrzeug auf einer horizontalen Position halten zu können.

## Varianten
Vom Pavesi P4 gab es drei landwirtschaftliche Varianten. Dies waren der Pavesi P4, der Pavesi P4M und der Pavesi P4S. Der P4 wurde von 1918 bis 1930 gebaut.
Der P4M hatte im Gegensatz zum P4 einen 40 PS starken Motor mit 4 Zylindern und 4700 cm³ Hubraum. Gebaut wurde diese Variante von 1919 bis 1942. Anders als der P4 hatte der P4M drei Vorwärtsgänge und nur einen Rückwärtsgang. Die Höchstgeschwindigkeit wurde durch den neuen Motor auf 10,7 km/h gesteigert, allerdings stieg auch das Gewicht auf 3,3 t.
Der P4S hatte den gleichen Motor wie der P4. Gebaut wurde diese Variante nur im Jahr 1927.
1920 gab es auch eine Lastkraftwagen-Version des Pavesi P4 als Sattelzug.

## Artillerieschlepper Pavesi P4/100
Der Artillerieschlepper Pavesi P4/100 war eine Artilleriezugmaschine für die italienische Armee, die vom Pavesi P4 abgeleitet wurde.

### Geschichte

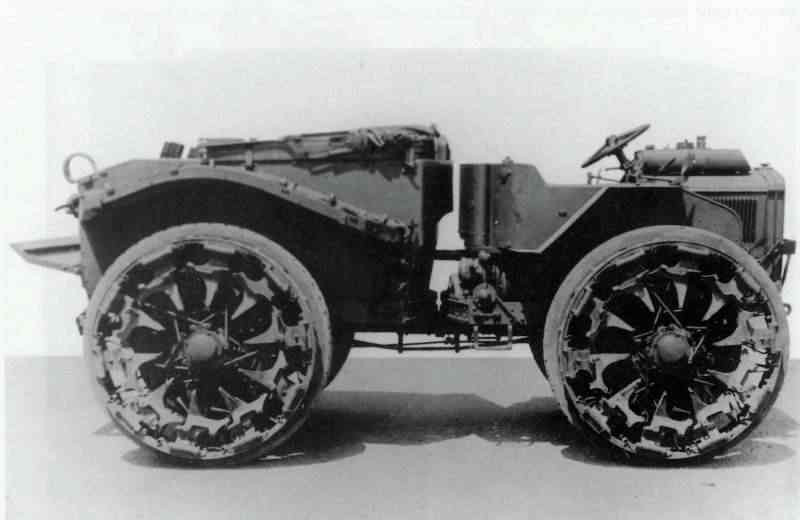
Pavesi P4/100 Modello 30

Zwar blieben die großen Erfolge des Pavesi P4 im landwirtschaftlichen Bereich aus, jedoch im militärischen Bereich wurde das Fahrzeug ein hervorragendes Zugmittel für  Artilleriegeschütze mit etwa drei Tonnen Gesamtgewicht. Am 3. April 1923 gab es einen vom höheren technischen Kraftfahrzeugamt ausgerufenen Wettbewerb für einen „Volladhäsionstraktor zum Ziehen schwerer Artillerie“. Dabei stellte Pavasi der Armee die militärische Version, den Pavesi P4/100, vor und gewann den Wettbewerb, denn es gab keine anderen Bewerber. Bei der neuen Variante verlängerte man das Chassis und produzierte vom Trattore pesante campale Mod. 25 (deutsch: Schwerer Feldschlepper Mod. 25) eine kleinere Vorserie. Durch Feldversuche erhielt das Fahrzeug weitere Modifikationen, insbesondere am Getriebe. Somit ging das Mod. 26 in die Serienproduktion über. Durch weitere Versuche mit Verbesserungen im Bereich des Getriebes und den Einbau eines neuen Vergasers wurde 1931 die neue Variante Mod. 30 in Dienst gestellt. Im Jahr 1934 wurde die letzte Version, das Mod. 30A eingeführt. Es hatte neue und weitere Instrumente am Armaturenbrett, vor allem aber einen Tachometer.

### Produktion

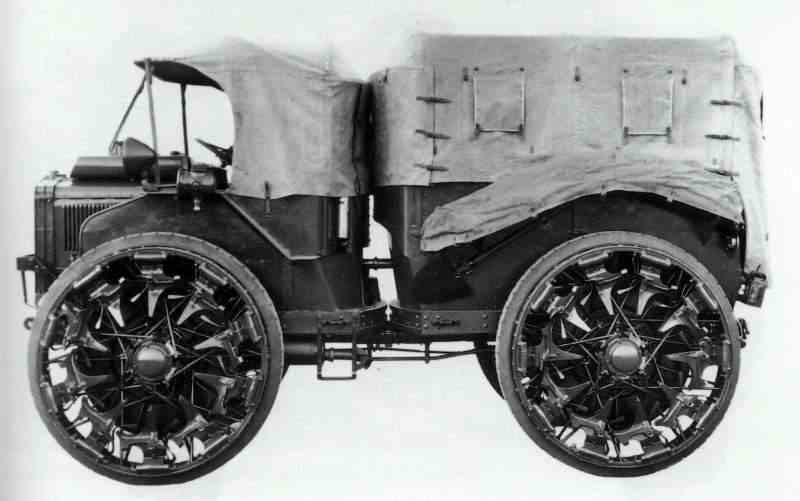
Pavesi P4/100 Modello 30A

Von der Vorserienvariante des Pavesi P4/100, dem Modello 25, wurden 45 Stück gefertigt. Vom Pavesi P4/100 Modello 26, dem Serienmodell, wurden 1000 Stück bestellt. Jedoch konnte Pavesi so viele Fahrzeuge nicht liefern, da die Produktionskapazitäten nicht ausreichten und zur gleichen Zeit noch die von der zivilen Landwirtschaft genutzten P4 und P4M gebaut wurden. Daher ging der Produktionsauftrag an Fiat und deren Tochtergesellschaft, die Società Ligure Piemontese Automobili (kurz: SPA), die das Fahrzeug in der Folgezeit in Lizenz herstellte. Die Produktion des P4/100 endete 1942, als das Fahrzeug durch den SPA TM40 ersetzt wurde.
Auch im Ausland wurde der P4/100 in Lizenz gebaut. So baute das britische Unternehmen Armstrong Siddeley ab 1929 unter Lizenz das Fahrzeug für den zivilen Markt, aber auch für militärische Zwecke, nachdem fünf Fahrzeuge ausgiebig getestet und als hervorragend befunden worden waren.
In Schweden baute der für Lokomotivbau bekannte Hersteller NOHAB auf Bestellung der schwedischen Armee 15 Stück, allerdings statt des italienischen mit dem Vierzylindermotor Typ 1544 von Scania-Vabis (Bohrung × Hub 100 × 136 mm, 4273 cm³, 60 PS). 1930 wurde eine zweite Serie von 10 Stück (auch bei NOHAB) mit einem Sechszylindermotor von Scania-Vabis gebaut.

### Technische Daten
Die Artilleriezugmaschine P4/100 basierte im Grundsatz auf dem landwirtschaftlichen Schlepper P4, jedoch gab es einige Änderungen. So konnte über dem Fahrerbereich eine Plane angebracht werden. Der Motor wurde durch eine leistungsstärkere Variante mit 52 PS und 4700 cm³ Hubraum ersetzt, diese Leistung beim Typ 30 und 30A auf 57 PS gesteigert. Auf der rechten Seite des Fahrzeugs wurde eine Seilwinde zur Bergung und Bewegung von schweren Teilen angebaut, mit der Gewichte von bis zu 5 t gezogen werden konnten.
Der hintere Rahmen erhielt die größten Veränderungen. So gab es nun einen Aufbau, in dem beim Mod. 26 sechs Sitze für die Geschützmannschaft montiert wurden. Beim Mod. 30 waren es nur noch vier Sitze. Bei beiden Varianten konnten die Sitze abgeklappt werden, um so einen Stauraum für bis zu 2 t Gepäck zu schaffen. Mit einer wasserdichten Plane ließ sich auch der hintere Teil vor der Witterung schützen. Hinzu kamen neue, vergrößerte Kotflügel, auf denen Gepäck und Zusatzmaterial verstaut werden konnte.
In der zweiten Hälfte der 1930er Jahre wurden die Speichenräder nach und nach durch profilierte Gummiluftreifen ersetzt. Dazu wurden mehrere Lösungen erprobt, bevor die Wahl nach Tests in Libyen 1938 auf die Reifen Pirelli Sigillo Verde fiel.

### Prototypen
Das Chassis des P4/100 wurde als Basis für weitere Fahrzeuge und Versuche genommen. Aus dem Chassis entstand später bei Ansaldo eine leichtere Variante des P4, der Pavesi TL31.

### Einsatz

#### Einsatz in der italienischen Armee

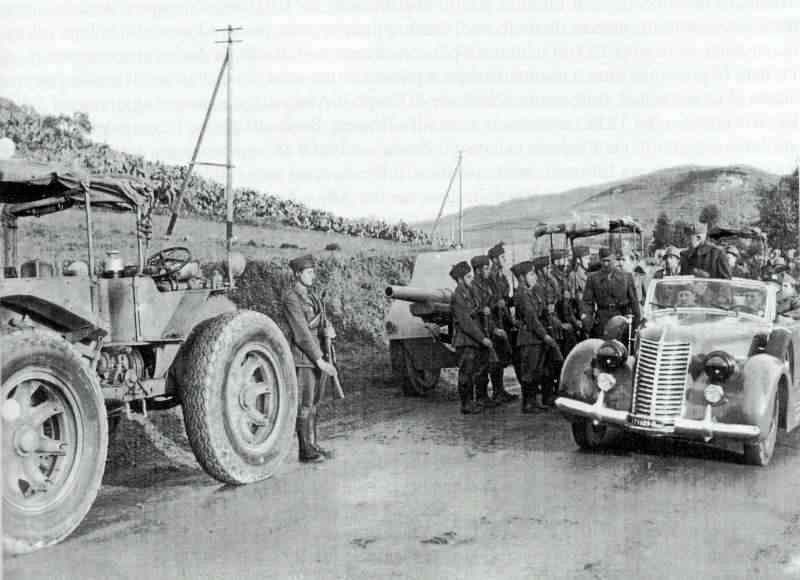
Ein Pavesi P4/100 Mod. 30 mit Gummireifen auf Sizilien.

In der italienischen Armee wurde der Pavesi P4 zum Ziehen von 10-cm-Kanonen und 15-cm-Haubitzen verwendet, also namentlich der Canon de 105 mle 1913 Schneider, Obice da 149/12 M14 Ansaldo/Terni und Obice da 149/13 M14 Skoda. Jede solcherart ausgestattete Artillerie-Batterie hatte vier Geschütze, die vorher meist noch pferdebespannt gewesen waren. Zum Ziehen dieser Geschütze erhielt die Batterie je Geschütz eine Zugmaschine Pavesi, dazu eine fünfte als Reservefahrzeug. Weiter wurde das Fahrzeug in den Instandsetzungs- bzw. Bergekompanien der Divisionen eingesetzt: Die zu diesem Zweck bestimmten Fahrzeuge erhielten einen am Heck montierten Kran, mit dem bis zu drei Tonnen Last gehoben werden konnten.
Während des Spanischen Bürgerkrieges nutzte das Corpo Truppe Volontarie (kurz CTV) 82 Fahrzeuge aller Varianten des Pavesi P 4/100. Auch im Abessinienkrieg in Äthiopien kamen 136 Fahrzeuge zum Einsatz. Auch die Flugabwehr erhielt einige Fahrzeuge und zog damit unter anderem die Flugabwehrkanone vom Typ Cannone da 75/46 modello 34. An allen Fronten der italienischen Streitkräfte wurde der Pavesi P4/100 in seinen Varianten eingesetzt, von Afrika bis nach Russland. Ende April 1943 waren noch 1620 Fahrzeuge im Einsatz.

#### Einsatz in anderen Armeen
- Bulgarien: Nach den Bestimmungen des Vertrags von Neuilly-sur-Seine musste Bulgarien seine Armee auf 20.000 Mann reduzieren. Eine eigene Automobilindustrie im Lande fehlte. So waren die P4/100 die ersten militärischen Kraftfahrzeuge, die das Land 1930 erhielt. Zur Lieferung gehörten einige Mod. 26 und mehr als 100 Mod. 30. Im Jahr 1938 kamen noch weitere 50 Mod. 30A in den Bestand der bulgarischen Armee.
- Deutschland: Nach dem Waffenstillstand von Cassibile erbeutete die Wehrmacht sämtliches italienisches Material, darunter auch viele P4/100. Es werden in der Literatur auch die Varianten M31, M33 sowie L/140 und die Bezeichnung „FIAT, Werks-Pavesi“ aufgeführt. Die Wehrmacht setzte das Fahrzeug unter dem Namen Radschlepper Pavesi ein.[6] Ein Eintrag in den Kennblättern fremden Geräts zu diesem Fahrzeug konnte nicht nachgewiesen werden, obwohl es eine gedruckte Beschreibung in deutscher Sprache gab. Der Zenith-Vergaser und die Wasserpumpe wurden in der Dienstanweisung D 618/10 beschrieben.
- Finnland: In den 1920er Jahren bestellte Finnland 27 P4/100 Mod. 26 und einen Mod. 30A.[7]
- Griechenland: Im Jahr 1935 erhielt Griechenland 224 Zugmaschinen der Version Mod. 30A. Diese Fahrzeuge wurden an der griechisch-albanischen Front gegen die italienischen Truppen eingesetzt.
- Russland: Die Sowjetunion beschaffte 1923 (und damit sehr früh) einige P4-Exemplare mit unterschiedlichen Ausstattungsvarianten zu Testzwecken, führte das Fahrzeug aber nicht ein. Am 13. August 1923 wurde im Auftrag des Artilleriechefs der Roten Armee ein Pavesi P4 von einer Kommission erprobt, um die Möglichkeiten des Einsatzes als Artillerieschlepper zu ermitteln. Das Fahrzeug mit 2-Zylinder-Motor und 30 PS bei 950/min wurde positiv aufgenommen. Die Kommission war von der Fahrwerkskonstruktion beeindruckt und notierte neben den technischen Details die außerordentlichen Fähigkeiten für den Einsatz im Gelände. Bei weichem Untergrund wurde jedoch für den P4 ein Nachteil von Radfahrzeugen gegenüber Kettenfahrzeugen festgestellt. Dieses Fazit galt auch für weitere Radfahrzeugtypen wie Stoewer 3S, Advance-Rumely Oil Pull, Fordson, „Fiat“, „Holt“, Hanomag WD25 und WD50 usw. Abschließend wurde die Beschaffung dieser Fahrzeuge für die Rote Armee abgelehnt, da Raupenschlepper für deren Bedürfnisse und Einsatzgebiete besser geeignet erschienen.[8] Der Typ P4-100 wurde erst 1931 erprobt, aber ebenfalls nicht eingeführt
- Schweden: Auch in Schweden kam der P4/100 zum Einsatz, erhielt hier jedoch den Namen Artilleritraktor m/28 Typ Pavesi.
- Spanien: Nachdem die italienischen Corpo Truppe Volontarie während des spanischen Bürgerkrieges einsetzte, ließen sie die Fahrzeuge vor Ort und übergaben sie der Armee von Francisco Franco.
- Ungarn: 1924 kaufte Ungarn die erste Charge des P4/100. Zehn Jahre später, 1934, produzierte Ungarn selber im Rahmen eines umfangreichen italienischen Lieferprogramms den P4/100 in Lizenz.[9]

### Verbleib
Einige Fahrzeuge überstanden den Krieg. Zwei Pavesi P4/100 sind im Museo Storico della Motorizzazione Militare (deutsch: Museum für Militärmotorisierung) ausgestellt. Zwei weitere stehen im Museo di Piana delle Orme in der Provinz Latina.